# Frode Grodås
Frode Grodås, född 24 oktober 1964 i Volda, Norge är en fotbollstränare och tidigare fotbollsspelare (målvakt).
Han spelade under karriären i flera norska klubbar, och spelade sex år utomlands, i England och Tyskland. Han avslutade karriären i Hønefoss BK. Han spelade 50 landskamper för Norge.
Några av höjdpunkterna i Grodås karriär var att han spelade samtliga matcher för Norge i VM 1998, bland annat i segern över Brasilien, finalsegern i den engelska FA-cupen 1997 med Chelsea FC, och seriemästerskapet med Lilleström SK 1989.